# Antille Olandesi ai Giochi della XXIX Olimpiade
Le Antille Olandesi hanno partecipato alle Giochi della XXIX Olimpiade di Pechino, svoltisi dall'8 al 24 agosto 2008, con una delegazione di 3 atleti.

## Atletica leggera
| Gara  | Atleta           | Batterie | Batterie | Quarti | Quarti | Semifinali | Semifinali | Finale       | Finale |
| Gara  | Atleta           | Tempo    | Pos.     | Tempo  | Pos.   | Tempo      | Pos.       | Tempo        | Pos.   |
| ----- | ---------------- | -------- | -------- | ------ | ------ | ---------- | ---------- | ------------ | ------ |
| 100 m | Churandy Martina | 10"35    | 1        | 9"99   | 1      | 9"94       | 3          | 9"93         | 4      |
| 200 m | Churandy Martina | 20"78    | 3        | 20"42  | 2      | 20"11      | 1          | squalificato | -      |

## Nuoto
| Gara              | Atleta          | Batterie | Batterie | Semifinali | Semifinali | Finale | Finale |
| Gara              | Atleta          | Tempo    | Pos.     | Tempo      | Pos.       | Tempo  | Pos.   |
| ----------------- | --------------- | -------- | -------- | ---------- | ---------- | ------ | ------ |
| 50 m stile libero | Rodion Davelaar | 24"21    | 57       |            |            |        |        |

## Tiro
| Gara                        | Atleta        | Qualificazioni | Qualificazioni | Finale    | Finale       | Finale |
| Gara                        | Atleta        | Punteggio      | Pos.           | Punteggio | Punt. totale | Pos.   |
| --------------------------- | ------------- | -------------- | -------------- | --------- | ------------ | ------ |
| Pistola 10 m aria compressa | Philip Elhage | 566            | 46             |           |              |        |